# Pkgcore
Pkgcore — пакетный менеджер, задуманный как защищённая замена для portage в Gentoo, оптимизирована для работы и написана на python.
Он представляет emerge в трех основных сценариях.
- pmerge для установки, обновления и удаления пакетов. Это почти то же самое что и emerge.
- pquery для поиска в дереве portage и установленных пакетов.
- pmaint для синхронизации дерева и других технических работ.[1]

## Особенности

### Framework
- Абстрагированная подсистема конфигурации, поддерживающая различные форматы файлов конфигурации (в том числе при их одновременном использовании):
  - формат ini-файлов (для внутреннего использования и высокоуровневых директив pkgcore);
  - формат make.conf и /etc/portage/;
  - dhcp-подобный формат.
- Единый интерфейс запроса метаданных. Один и тот же API используется для выборки пакетов, поиска по содержимому, поиска по описанию и прочих запросов основных метаданных. Поддерживается логическая группировка (boolean grouping), а также определение собственного запроса соответствующих объектов (query matching objects).
- Основанный на триггерах движок слияния; расширяемый и спроектированный для избежания ненужного ввода-вывода для любой  проверки / изменения образа для установки / удаления.

### Конкретно Gentoo
- EBD, известный Ebuild Daemon. 40 % сокращение времени выполнения регенерации, полной перезагрузки окружающей среды / сохранения поддержки, необходимой для glep33; дополнительное преимущество его в том, что binpkgs и VDB (устанавливается файлы сборки), не зависящие от доступа eclasses из дерева. И наконец, если у вас есть система SMP, может получить около линейного расширения (~ 90 % расширения тестирования на четверых P3 500 MHz) с помощью распараллеливания источник: pkgcore / source:pkgcore/bin/utilities/pregen.py, 7x быстрее четырехъядерных; статистика доступна через pregen.
- Поддержка N родителей наследования в профилях.
- USE / SLOT DEPS.
- /etc/portage/sets support.
- Встроенная интеграция GLSA (без внешних XML DEPS).
- metadata.xml интегрирован в пакет Ebuild API.
- Слияния прямо из tbz2 без расточительной промежуточной декомпрессии на временный каталог.